# Žabnica (potok)
Žabnica je potok, ki izvira vzhodno od naselja Ihan in se kot zadnji levi pritok izliva v reko Kamniška Bistrica.